# Цаппата, Филиппо
Фили́ппо Цаппа́та (итал. Filippo Zappata) (6 июля 1894, Анкона — 30 августа 1994, Галларате) — итальянский авиаконструктор.
Работал в компаниях CRDA, Blériot, Breda и Agusta. В середине 30-х годов разработал ряд многомоторных гидропланов, таких как: CANT Z.501 Gabbiano, CANT Z.506 Airone и средний бомбардировщик CANT Z.1007 Alcione.
В 1940-х разработал большой четырёхмоторный авиалайнер Breda-Zappata BZ.308.